# Rosa arensii
Rosa arensii är en rosväxtart som beskrevs av Juzepczuk och Galushko. Rosa arensii ingår i släktet rosor, och familjen rosväxter. Inga underarter finns listade i Catalogue of Life.